# Herman Deridder
Herman H.J. Deridder (Deurne, 15 juli 1938 – Broechem, 25 september 2010) was een brandweerman, maar werd vooral bekend als Vlaams heemkundige.

## Biografie
Deridder groeide op in Deurne en volgde onderwijs aan het Sint-Rochusinstituut. Als lid van de lokale jeugdbeweging Jongensbond Sint Rochus maakte hij regelmatig trektochten naar de Kempen. Daar vond hij inspiratie in de landelijke en eenvoudige levensstijl van de Kempische boeren. In Het boshuisje in Zoersel ontdekte hij als jonge man het primitieve leven rond de open haard. Op veertienjarige leeftijd raakte hij gefascineerd door het boek Het verhaal van ons huis van Jozef Weyns, wat hem verder bezighield.
Op 22-jarige leeftijd kocht Deridder een huis in de Unitas-tuinwijk, die sinds 1982 als beschermd stadsgezicht wordt erkend. Hij werkte vier jaar aan de woning samen met zijn broer Willy, in dienst van hun vader. Als brandweerman in de stad Antwerpen vocht hij in 1968 de hevige brand in de Sint-Pauluskerk vanop een ladderwagen om het erfgoed te beschermen. Verschillende beroepsongevallen en de daarbij opgelopen verwondingen resulteerden in een invaliditeit.
In 1969 vond hij in de Kapelstraat in Broechem een ruïne van een oude Kempische hoeve. Samen met zijn broer Willy werkte hij meer dan twintig jaar aan de restauratie van deze hoeve, die hij in oorspronkelijke staat herstelde, met respect voor de oorspronkelijke functie en materialen. In 1972 trouwde hij en in 1974 kreeg hij een zoon, met wie hij in de primitieve hoeve woonde. Na een onderbreking van 1975 tot 1979 en een scheiding, woonde hij verder alleen in de hoeve. Al zijn tijd, geld en interesse gingen naar de restauratie van De Nederhinne. Zijn belangrijkste werk was de restauratie van de Boerenkrijgschuur uit de 16de eeuw, die hij op traditionele wijze heropbouwde. Door zijn inzet voor het behoud van erfgoed kwam hij meerdere keren in conflict met de overheid vanwege verschillen in visie en aanpak. Deridder werd vaak De heemkundige van de daad genoemd vanwege zijn praktische benadering van de heemkunde. Hij gebruikte de bouwtechnieken en materialen van zijn voorouders en leefde volgens hun tradities. Wanneer hij bezoek ontving, kleedde hij zich in de traditionele Kempische klederdracht van vóór de Eerste Wereldoorlog, waaronder een blauwe kiel, klompen en een faas, het typische Kempische hoofddeksel. Om zijn hals droeg hij een bollenzakdoek en als amulet een hanenpoot.

Ik hou me niet bezig met heemkunde, ik leef heemkundig
— Herman Deridder

Tijdens een rondleiding in De Nederhinne overleed Deridder aan een hartaderbreuk, thuis voor zijn monumentale haard. Hij werd opgebaard volgens een uitgestorven Vlaamse traditie voor dezelfde haard. Op 2 oktober 2010 werd hij naar het kerkhof van Emblem gebracht met een paardenspan. In 2019 werd zijn broer Willy in hetzelfde graf begraven.

## Realisaties (selectie)

### De Nederhinne
In 1970 kocht Deridder de hoeve in Broechem. De kelder van de hoeve, De Nederhinne, bevat een korfbooggewelf uit 1425. Het oorspronkelijke gebouw was een vakwerkconstructie met lemen wanden, die rond 1500 werden vervangen door een stenen structuur die in 1584 afbrandde. De hoeve werd voor de derde keer herbouwd in 1601. De restauratie nam twintig jaar in beslag. Uiteindelijk telde de hoeve vier haarden uit verschillende bouwperiodes. In 1971 breidde hij de woning uit met een paardenstal en aan de zuidkant een varkenshok onder een lessenaarsdak. Sinds 1993 is de hoeve een beschermd monument.

### De Boerenkrijgschuur
Het koninklijke werk van Deridder is de schuur, die eveneens als monument is beschermd. In 1977 sloeg hij deze schuur in Booischot af om haar, na restauratie van het gebinte, in 2000-2001 opnieuw op te bouwen in Broechem. Het betreft een driebeukige schuur met een langsgerichte dorsvloer in de westelijke zijbeuk. Wat deze schuur bijzonder maakt, is dat het een overgangstype is. Volledig voltooide driebeukige Kempische schuren hebben aan beide uiteinden van de dorsvloer dubbele hoge poorten: een aan de ene zijde om met de geladen oogstkar binnen te rijden en een aan de andere zijde om met de lege kar naar buiten te rijden. Deze schuur heeft slechts aan één zijde een opgetild dak met een dubbele hoge poort, terwijl de andere zijde enkel een gewone mansdeur heeft, zonder voorzieningen voor paard en kar. Dit type schuur is uniek en komt niet voor in Bokrijk. De schuur dateert waarschijnlijk uit de vroege 16de eeuw, gezien het ingesneden jaartal 1501 op de middenstijl van de dakconstructie.

### Het Edelhert
In 1979 bouwde Deridder, uit respect voor de natuur, een huisje voor het edelhert dat voor hem werkte bij de restauraties en graafwerken.

### Verzameling en museum
Deridder was een verzamelaar. Alle oude gebruiksvoorwerpen, voorwerpen van de gewone mens, huisraad, boerenalaam en het gereedschap van oude ambachten verzamelde hij. Zijn hoofdvoorkeur ging naar Kempische voorwerpen. De haard, het hart van zijn woning, hing vol met het oude haardgerief: vuurbokken, blaasroer, zaaghaal, lenghaal, panijzer, koude hand, heksenbol... Bij het oude meubilair was er de berden stoel, de Mechelse stoel en op zolder zag ik zelfs de typische Zandhovense stoel. Je zag er linnenkoffer en meidenkastje, vitrinekast en twijfelaar. Er was koper en tin, kandelaars, olielampen zoals de snotneus, petroleumlampen als de Lampe Belge en voetstoofje of lollepot.  Deridder bouwde de Boerenkrijgschuur om tot museumhoeve. Hij stelde een aanzienlijke hoeveelheid oude land- en ambachtswerktuigen tentoon, zoals karren, wanmolens, ploegen, eggen en een boomezel. Hij opende zijn erf voor publiek tijdens verschillende Open Monumentendagen.

## Galerij

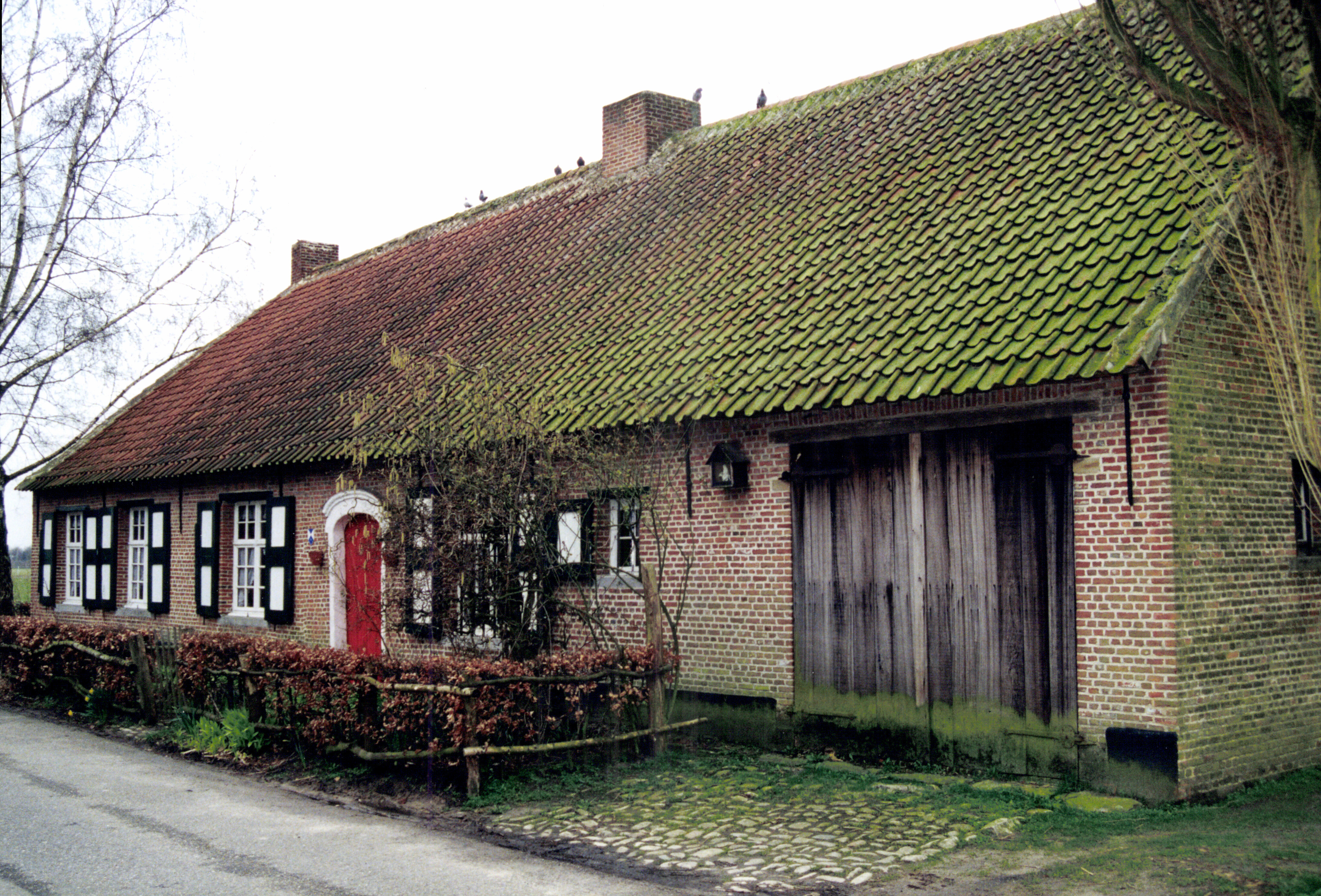
hoeve De Nederhinne
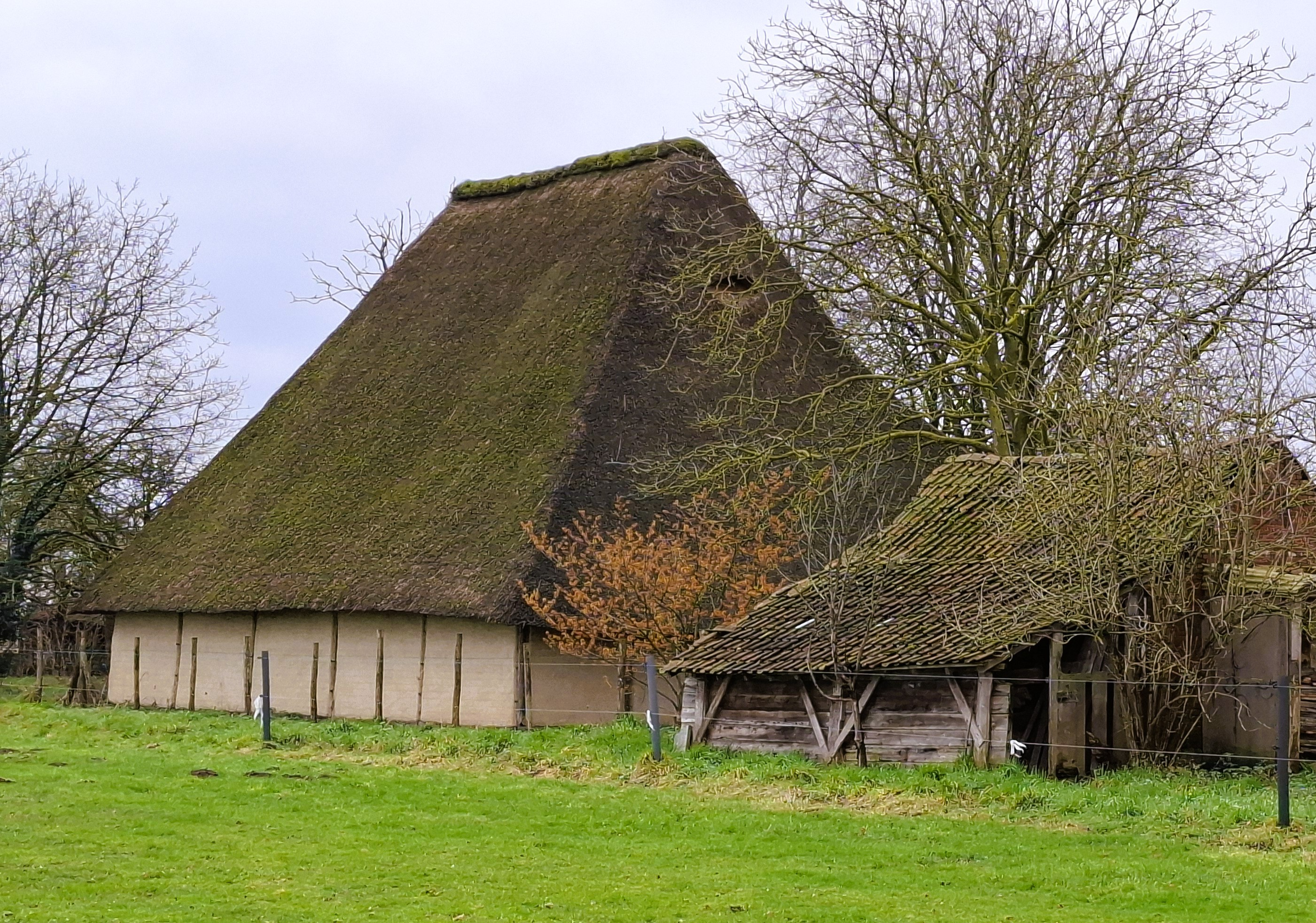
Boerenkrijgschuur
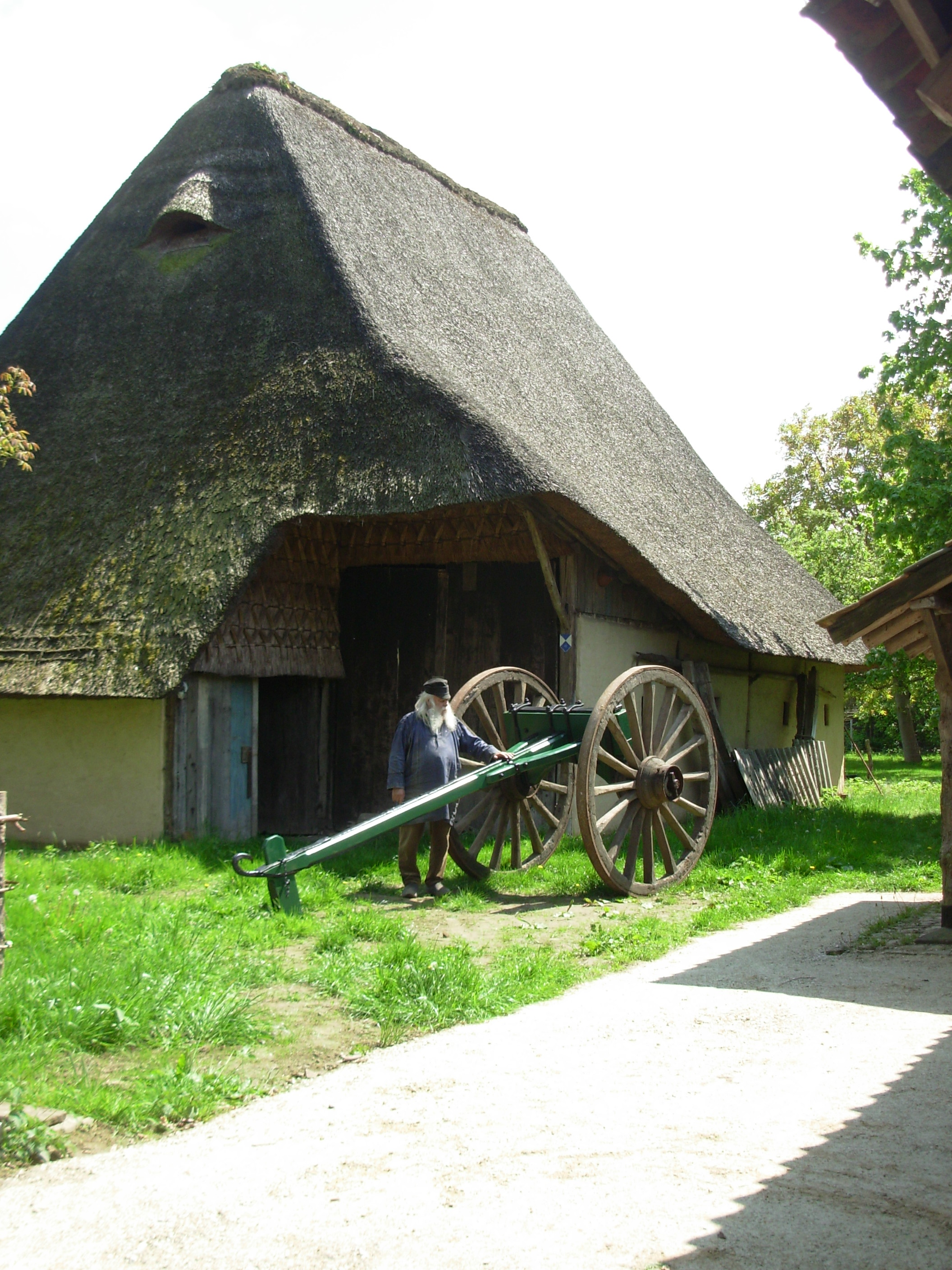
Boerenkrijgschuur
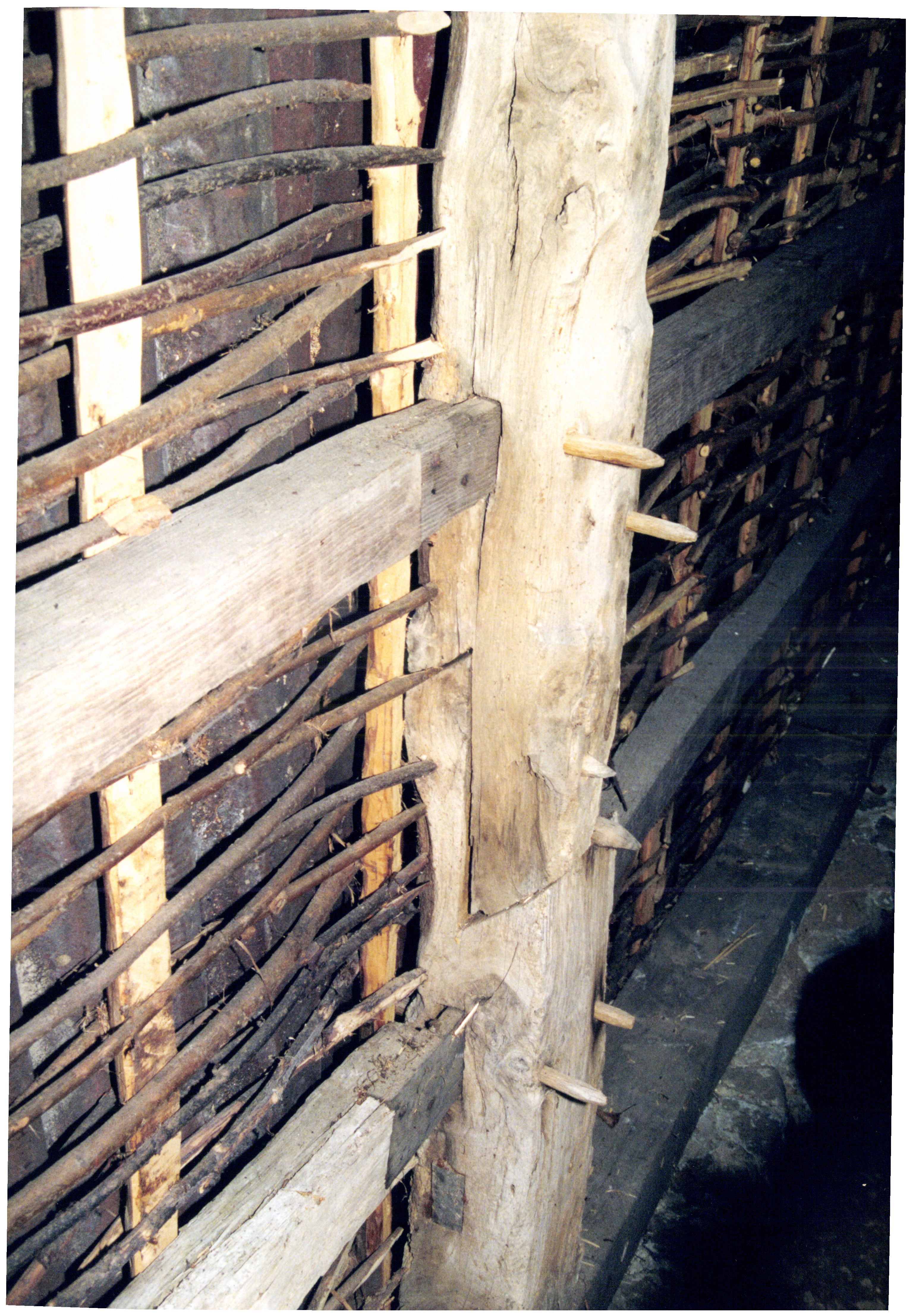
Boerenkrijgschuur
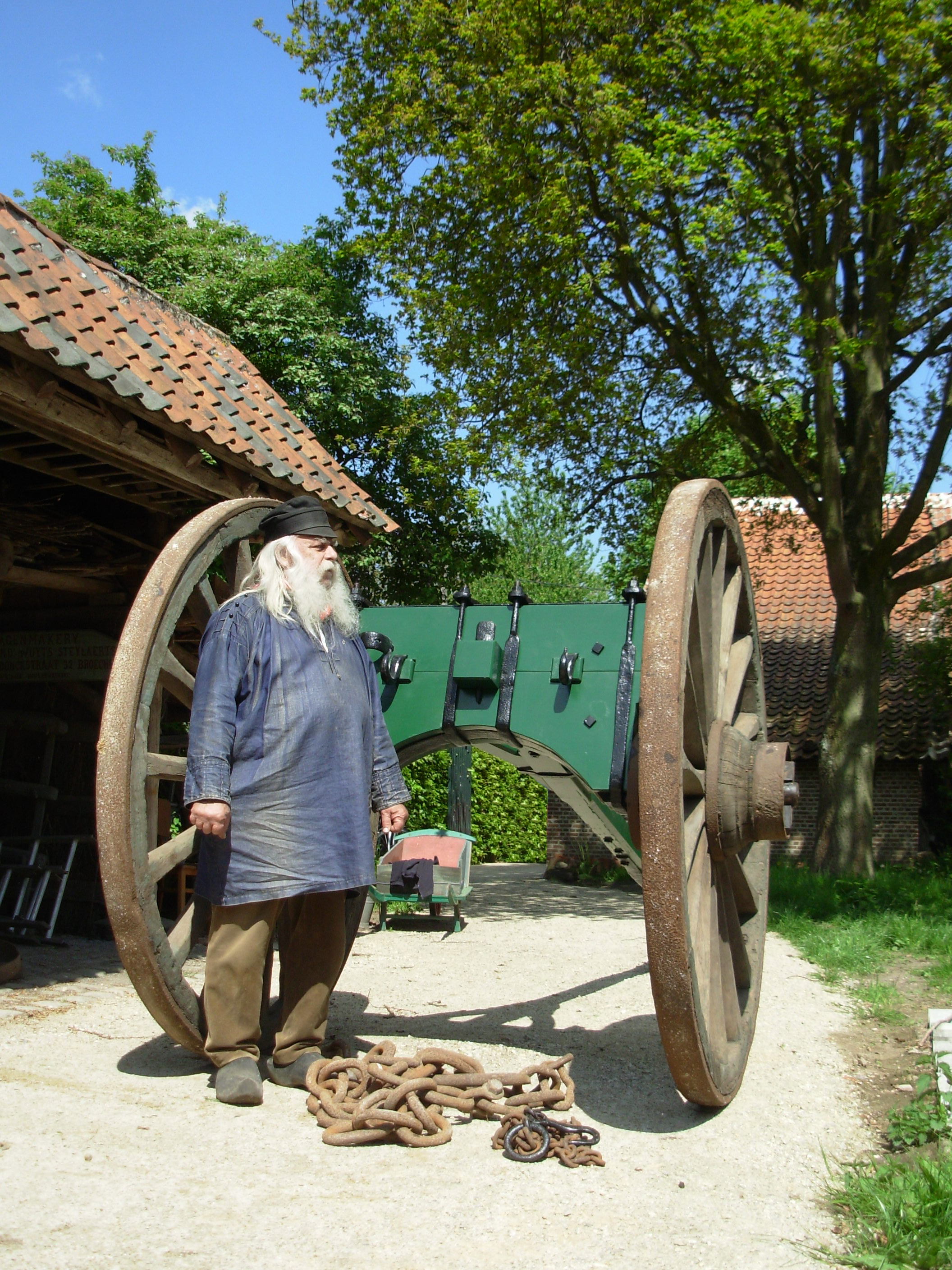
boomezel

## Trivia
Op de tentoonstellingen van historicus Roeland Verhaert waarbij Broechems erfgoed op schaal werd nagebouwd met Playmobil, was ook De Nederhinne in miniatuur te bekijken. Hij reproduceerde niet alleen alle kamers met de monumentale open haard, maar ook de personages in de hoeve zijn allemaal gebaseerd op bestaande figuren. Zo is Deridder ook zelf aanwezig als een bebaarde Playmobilfiguur. Op 1 februari 2025 was deze expositie te bekijken in het woonzorgcentrum van Broechem, gelegen op slechts 200 meter van de historische hoeve.